# Lejkówka biaława

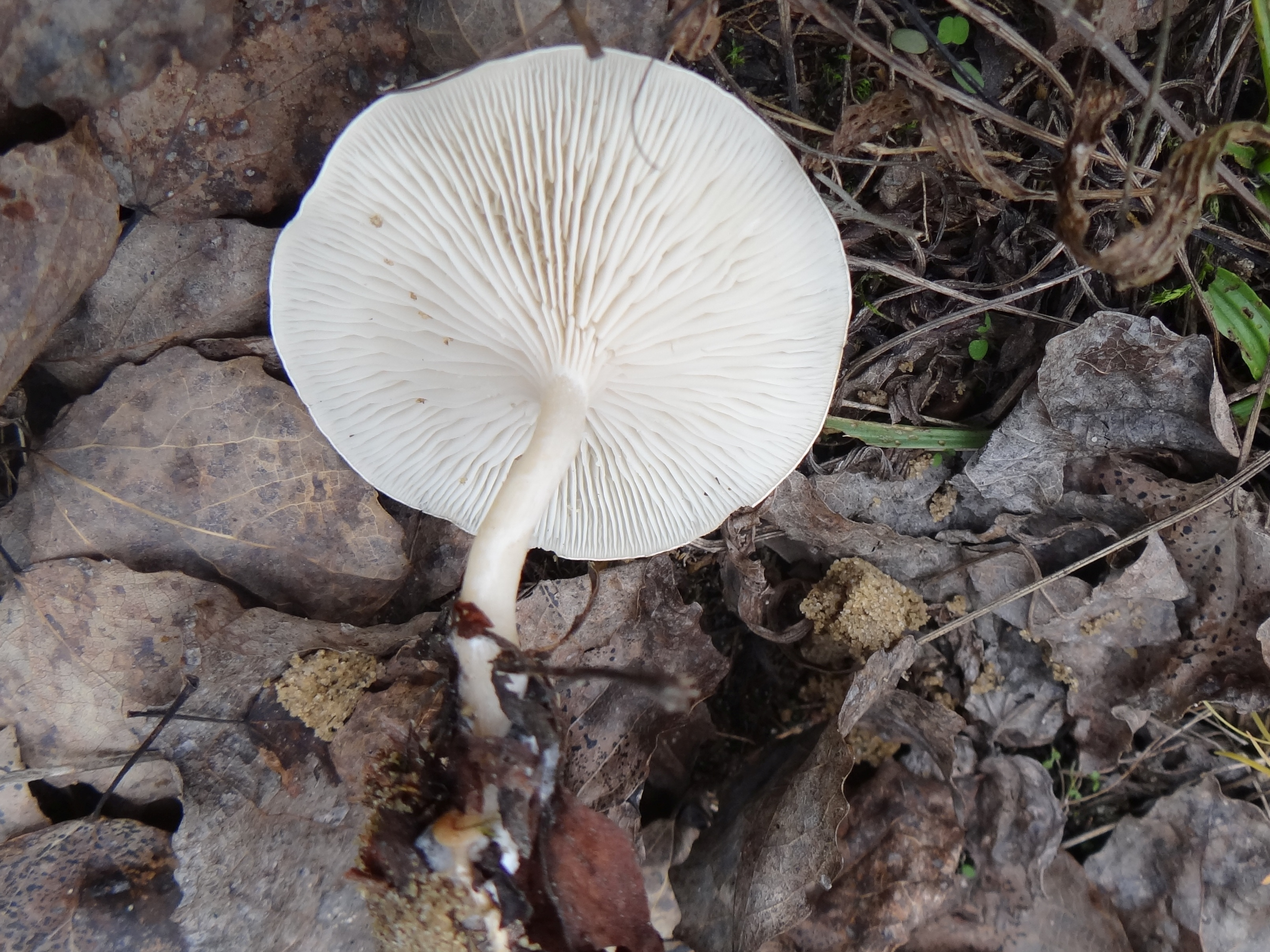

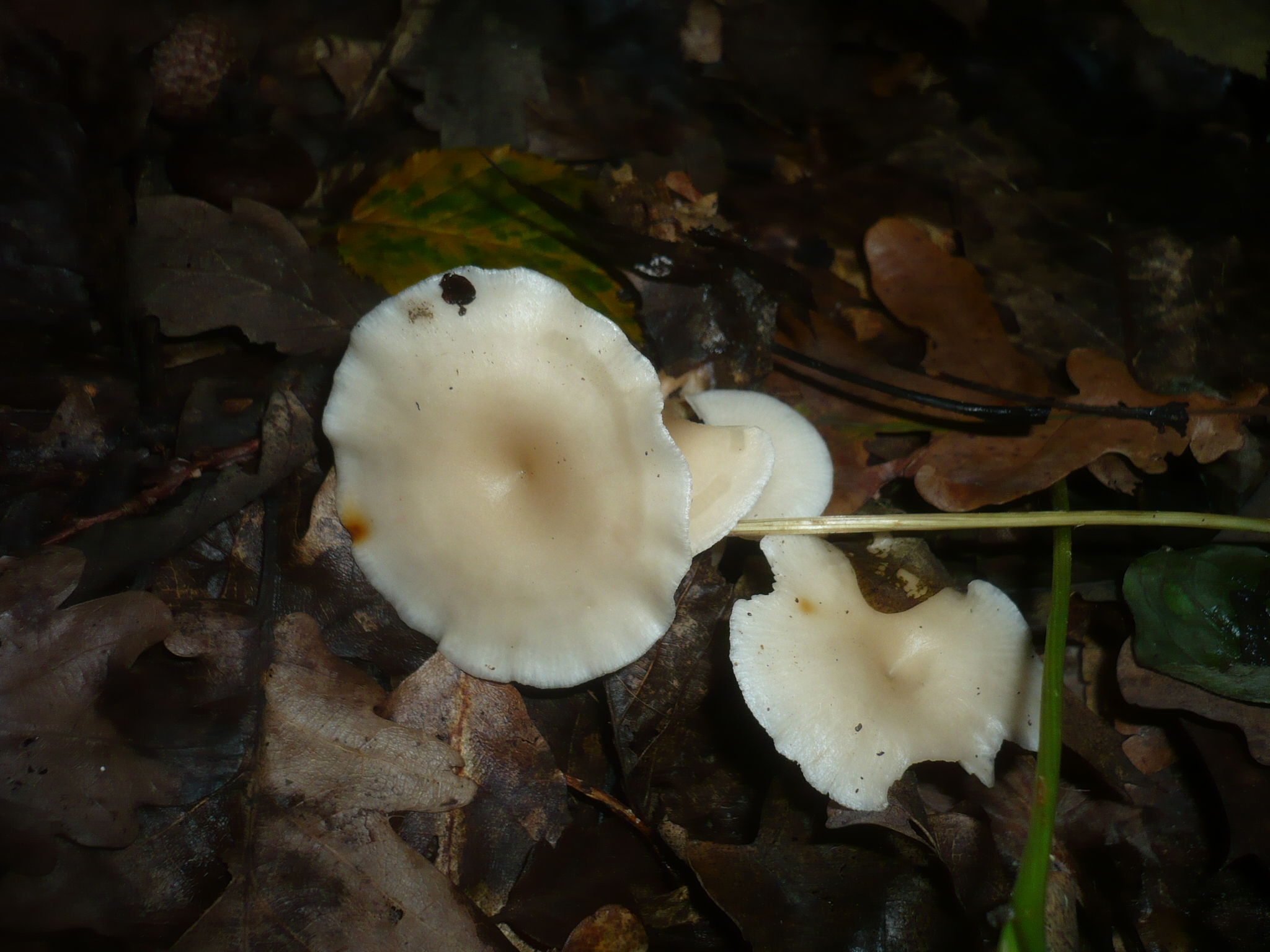

Lejkówka biaława (Leucocybe candicans (Pers.) Vizzini, P. Alvarado, G. Moreno & Consiglio) – gatunek grzybów z rodziny gąskowatych.

## Systematyka i nazewnictwo
Pozycja w klasyfikacji według Index Fungorum: Incertae sedis, Agaricales, Agaricomycetidae, Agaricomycetes, Agaricomycotina, Basidiomycota, Fungi.
Po raz pierwszy takson ten zdiagnozował w roku 1801 Christian Hendrik Persoon nadając mu nazwę Agaricus candicans. Później zaliczany był do różnych rodzajów Omphalia, Pholiota lub Clitocybe. Obecną, uznaną przez Index Fungorum nazwę nadali mu w roku 2015 Vizzini, P. Alvarado, G. Moreno & Consiglio, przenosząc go do nowo utworzonego rodzaju Leurocybe, bez określenia przynależności do rodziny. 
Niektóre synonimy:

- Agaricus candicans Pers. 1801
- Agaricus gallinaceus Scop. 1772
- Agaricus tuba Fr. 1838
- Clitocybe candicans (Pers.) P. Kumm. 1871
- Clitocybe gallinacea (Scop.) Gillet 1874
- Clitocybe tuba (Fr.) Gillet 1874
- Omphalia candicans (Pers.) Gray 1821
- Omphalia gallinacea (Scop.) Quél. 886
- Omphalia tuba (Fr.) Quél. 1886
- Pholiota candicans (Pers.) J. Schröt. 1889

Nazwę polską zaproponował Władysław Wojewoda w 2003 r. Wcześniej w polskim piśmiennictwie mykologicznym gatunek ten opisywany był jako lejkówka olśniewająca, lejkorodek białawy i lejkówka trąbkowata.

## Morfologia
Kapelusz
Średnica 2–5 cm. Początkowo wypukły z podwiniętym brzegiem, później  łukowaty, z czasem rozpostarty i na środku płytko wgłębiony, w końcu lejkowaty. Powierzchnia bez rowkowań, delikatnie włóknista i jedwabiście błyszcząca. Barwa biała lub brudnobiała, u starych okazów staje się jasno mięsista. Jest higrofaniczny; w stanie wilgotnym pojawiają się na powierzchni nasycone wodą, ciemniejsze plamy.
Blaszki
Szeroko przyrośnięte i zbiegające ząbkiem. Ostrza białe i równe.
Trzon
Wysokość 3–5 cm, grubość 2–4 mm, kształt walcowaty, dołem zwykle nieco rozszerzony, często powyginany, sprężysty. Powierzchnia podłużnie włóknista, biała.
Miąższ
Cienki, białawy, bez wyraźnego smaku i o aromatycznym zapachu.

## Występowanie i siedlisko
Występuje na półkuli północnej. W polskim  piśmiennictwie naukowym opisano liczne jej stanowiska, prawdopodobnie jest dość częsta.
Owocniki pojawiają się od sierpnia do listopada, w lasach liściastych i mieszanych wśród liści (szczególnie dębowych i bukowych), w miejscach trawiastych,  w ogrodach, na pastwiskach.

## Znaczenie
Grzyb mikoryzowy, Grzyb trujący (zatrucia muskarynowe).

## Gatunki podobne
- lejkówka jadowita (Clitocybe rivulosa), która ma oszroniony kapelusz, a na jego powierzchni koncentrycznie ułożone mięsisto-kremowe plamy[4].
- lejkówka liściowa (Clitocybe phyllophila). Jest większa, jej blaszki słabo zbiegają i nie ma przebarwień na kapeluszu[4].